# Списак сликара/Н
| Сликари: A Б В Г Д Ђ Е Ж З И Ј К Л Љ М Н Њ О П Р С Т Ћ У Ф Х Ц Ч Џ Ш |

## Н..
Алберт Наматјира (1902—1959), аустралијски сликар
Брус Науман (рођен 1941), амерички сликар
Жан Марк Натер (1685—1766), француски сликар
Александер Нејсмит (1758—1840), шкотски сликар
Патрик Нејсмит (1787—1831), шкотски сликар
Пол Неш (1889—1946), енглески сликар
Хајнрих Науен (1880—1941), немачки сликар
Алис Нил (1900—1984), америчка сликарка
Алмада Негреирос (1893—1970), португалски сликар
Од Нердрум (рођен 1944), норвешки сликар
Уго Несполо (рођен 1941), италијански сликар
Луиз Невелсон (1900—1988), украинско амерички сликар
Барнет Њуман (1905—1970), амерички сликар
Никола Нешковић (1740—1789), српски сликар
Ејнар Нилсен (1872—1956), дански сликар
Снежана Вујовић - Николић (рођена 1959), српска сликарка
Јан Ниувенхујс (1922—1986), холанддски сликар
Бен Николсон (1894—1982), енглески сликар
Никомах из Тебе грчки сликар из 4. века п. н. е.
Александар О. Никулин (1878—1945), руски сликар
Исаму Ногучи (1904—1988), јапанско амерички сликар
Сидни Нолан (1917—1992), аустралијски сликар
Кенет Ноланд (рођен 1924), америчкии сликар
Емил Нолде (1867—1956), немачки сликар
Макс Магнус Норман (рођен 1973), шведски сликар
| Сликари: A Б В Г Д Ђ Е Ж З И Ј К Л Љ М Н Њ О П Р С Т Ћ У Ф Х Ц Ч Џ Ш |